# Senhorio de Sídon
O Senhorio de Sídon foi um feudo dos estados cruzados localizado no Sídon (distrito), em uma faixa costeira do mar Mediterrâneo entre Tiro e Beirute, no actual Líbano.
Segundo o jurista cruzado João de Ibelin, era um dos quatro principais vassalos do Reino de Jerusalém - os outros três eram o Condado de Jafa e Ascalão, o Principado da Galileia e o Senhorio da Transjordânia. No entanto, aparentemente seria muito menor em extensão do que estes, e o seu peso político poderá na verdade ter sido equivalente a vassalos menores do reino tais como os senhorios de Toron e Beirute.

## História
A cidade de Sídon foi conquistada aos fatímidas em Dezembro de 1110 e cedida a Eustácio I Grenier pelo rei Balduíno I de Jerusalém. Seria reconquistada para os muçulmanos por Saladino em 1187, até nova conquista cristã em 1197 por Amalrico II de Jerusalém, com a ajuda de cruzados germânicos sob o comando do arcebispo de Mogúncia, quando também retomaram Beirute. Este exército chegou ainda a cercar Toron, mas a morte do imperador Henrique VI da Germânia provocaria a retirada dos germânicos em 2 de Fevereiro de 1198.

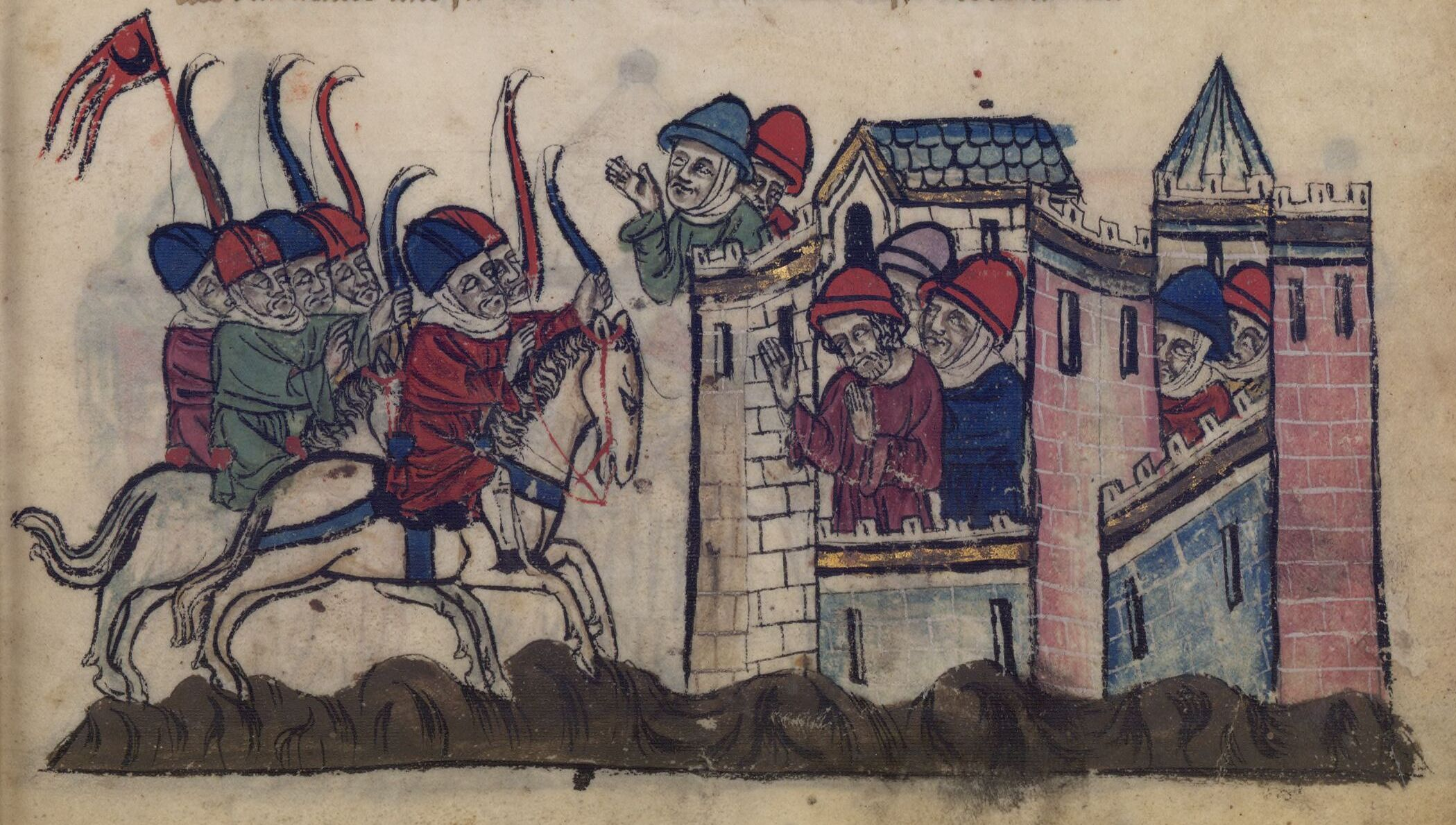
Cerco de Sídon em 1260 pelo Império Mongol

Em 1260 o Império Mongol conquistou Damasco, aliado ao Reino Arménio da Cilícia e ao Principado de Antioquia. Julião Grenier, descrito por seus contemporâneos como irresponsável e leviano, e que hipotecara o senhorio de Sídon à Ordem dos Templários em 1254, tentou saquear territórios sob o domínio dos mongóis. O general mongol Kitbuqa enviou o seu sobrinho para obter satisfações, mas Julião emboscou e matou esta pequena força.
Em resposta, Kitbuqa saqueou a cidade de Sídon, destruindo as muralhas e massacrando os cristãos, chegando mesmo a assaltar o castelo. Financeiramente arruinado após a batalha de Ain Jalut, Julião viu o seu senhorio ser tomado pelos Templários no mesmo ano, nas mãos de quem ficou até à conquista definitiva pelos mamelucos em 1291, juntamente com Tiro e São João de Acre.

## Senhores de Sídon
- 1110-1123 - Eustácio I Grenier (1071-1123), senhor de Sídon e da Cesareia, casado com uma sobrinha ou filha de Arnulfo de Rohes
- 1123-1171 - Geraldo Grenier (1101-1171), também referido nas crónicas como Eustácio II, o Jovem, filho do anterior, casado com Inês, irmã de Guilherme II de Burés, príncipe da Galileia
- 1171-1187 - Reinaldo Grenier (c.1130-1202), filho do anterior, casado com Inês de Courtenay e depois Helvis de Ibelin

Com os territórios conquistados por Saladino em 1187, Reinaldo foi apenas senhor titular até 1197
- 1197-1202 - Reinaldo Grenier (restaurado)
- 1202-1240 - Balião I Grenier (m.1240), filho do anterior, casado com Margarida de Brienne
- 1240-1260 - Julião Grenier (m.1275), filho do anterior, casado com Eufémia, filha do rei Hetum I da Arménia

Com os territórios tomados Ordem dos Templários em 1254, e subsequente conquista pelos mamelucos, Julião manteve-se senhor titular, passando apenas o título aos seus descendentes:
- 1260-1275 - Julião Grenier
- 1275-1277 - Balião II Grenier (m.1277), filho do anterior
- c.1460 - Filipe De Lusignan
- Antes de Julho de 1485 - Febo de Lusignan (cuja filha Leonor foi casada com Vasco Gil Moniz, vedor do Infante D. Pedro, duque de Coimbra)

## Senhorio de Schuf
Segundo o sistema feudal, Sídon era vassalo do Reino de Jerusalém, mas suserano de outros feudos menores. Um destes era o Senhorio de Shuf, criado a partir dos territórios de Sídon em c.1170, com o centro do poder na fortaleza da caverna de Tyron, escavada na montanha de frente para a cidade de Sídon. Seria vendido por Julião de Grenier aos Cavaleiros Teutónicos em 1257. Foram seus senhores:
- André de Schuf (século XIII)
- João de Schuf (século XIII)
- Julião de Sídon (meados do século XIII)